# 素子 (工学)
素子(そし、element)とは要求する機能を発揮する物体を抽象的に表す言葉である。
ある物体の一部分が目標とする機能を実現する要素であれば、その要素を実現する一部分を指して用いる事も出来る。

## 素子の意義
工学において、自然科学などで発見された原理や法則でもたらされる作用を用いて有用な事物や快適な環境を構築する事は最も基礎的な目的であり、非常に重要である。
自然科学の成果で発見された、ある作用が効果を及ぼす事を期待して新しい装置を作ろうとした場合、その作用を実現しうる機能、すなわち特性を有した物体を特性を発揮する形に加工して用いることになる。この加工済の物体こそが「素子」であり、この時素子に期待する作用を理想特性という。
素子は理想特性のみを発揮する事が文字通り理想的だが、現実に存在する物質は理想特性以外に様々な物性をもち、様々な物性が互いに複雑な相互作用を引き起こすため、いかなる条件においても理想特性を実現出来る素子は現時点では存在しない。
べつにそういった大袈裟なものでなく、たとえば八木・宇田アンテナの導波器や反射器は、電波に対しレンズや鏡のような働きをする、通常ただの導体の棒だが、そういったものも素子（エレメント）である。

## 素子と部品
一般に素子は周囲環境、例えば化学的雰囲気や熱、圧力、振動などによる変性作用を受けて期待した物性を発揮出来なくなる場合がある。これを劣化と呼ぶ。劣化を避けるため、素子を外界からの影響より隔離するための外周器(Package)や保持器(Holder)に収める事が多い。
一方、素子を外周器に格納したり、保持器に保持させ、量産に利用できる状態にしたものは部品(Component)や装置(Device)、組み付け(Assembly)と呼ばれ区別される。
また、多数の素子をひとつの物体の中に作成することも可能で、このような素子は「集積素子」と呼ばれる。集積素子の例として、電子回路の要素を満たす素子を一つの外周器の中に集積した集積回路が挙げられる。

## 素子の命名
素子は自然科学の各々の分野の名称を前置して「光学素子」(光学上の性質を期待)「音響素子」(同じく音響上の性質を期待)「流体素子」(同じく流体工学)「電子素子」(同じく電子工学)など、「〜素子」の形で呼ばれる事が多い。他に、素子に期待される特性の名称が用いられているもの(電子工学における能動素子、受動素子など)、発見者の名前が用いられているもの(例:ペルティエ素子)、工学を応用した技術の名称が用いられている例(例:固体撮像素子)もある。

## 例
- 半導体素子
- 圧電素子
- 光学素子
- 流体素子
- 熱電素子
- 分子素子